# Dimargaritomycetes
Dimargaritomycetes es una clase de hongos de la división Zoopagomycota que fue propuesta en 2018. Contiene dos órdenes Ramicandelaberales y Dimargaritales.

## Descripción
Poseen un talo ramificado, con hifas septadas, que producen esporangióforos septados. Septos con cavidades disciformes medianas que contienen tapones incoloros, más o menos biconvexos; tapones con protuberancias polares, disueltos en 2% de KOH. Se reproducen asexualmente por merosporangia bisporosa, algunos se reproducen sexualmente por un ± ornamente zigospora; esporangiola formada en ampollas terminales o en células de ramillas fértiles simples o ramificadas que surgen de ampollas terminales o en fascículos terminales con zigosporas subglobosas desarrolladas en zigosporangia de pared delgada. Todos son parásitos de otros hongos; se especializan en los Mucorales y Chaetomium.

## Taxonomía
Se clasifican de la siguiente manera:
- Dimargaritomycetes
  - Dimargaritales
    - Dimargaritaceae
      - Dimargaris
      - Dispira
      - Tieghemiomyces

  - Ramicandelaberales
    - Ramicandelaberaceae
      - Ramicandelaber